# Wassili Iwanowitsch Baschenow

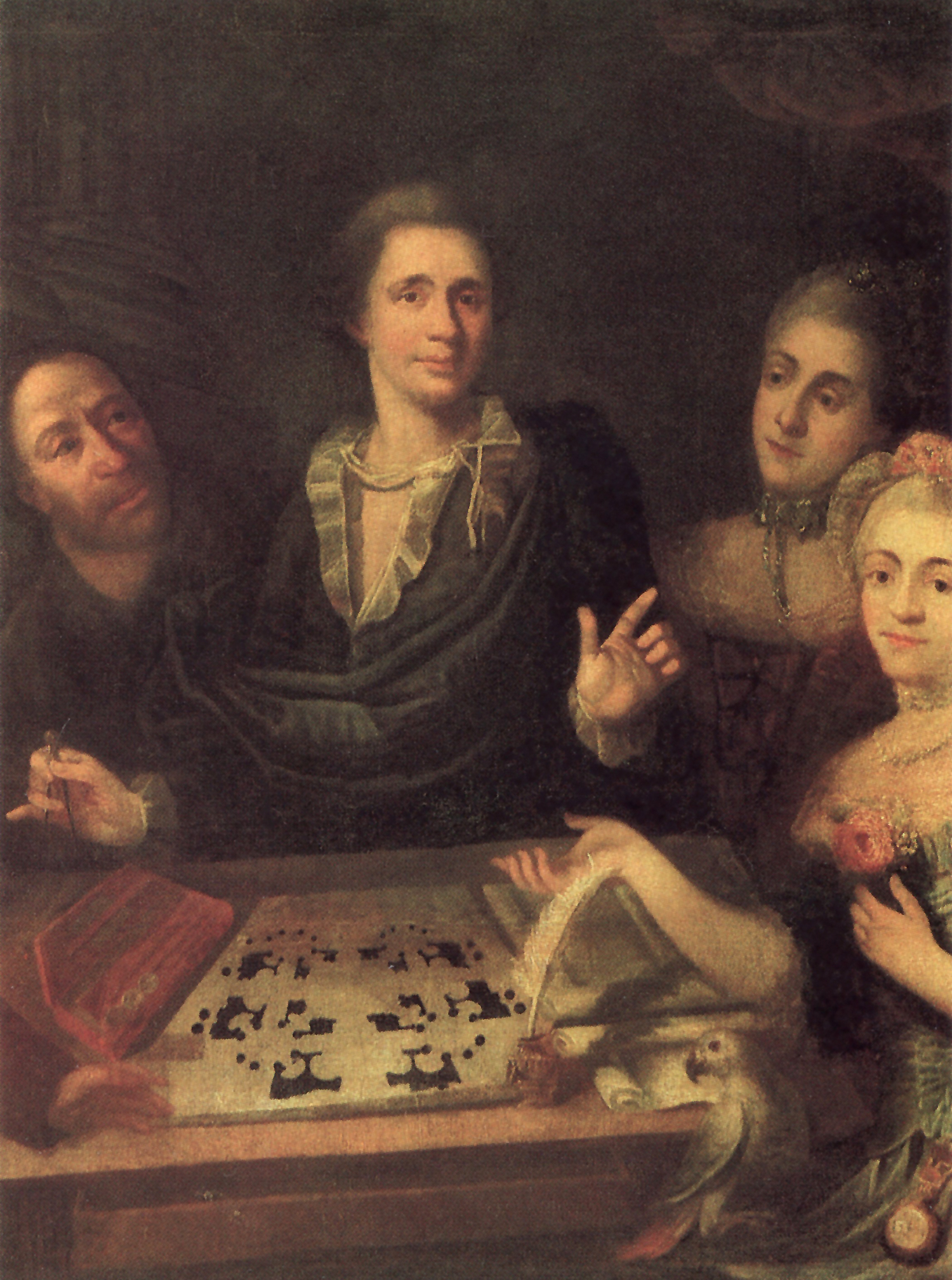
Wassili Baschenow

Wassili Iwanowitsch Baschenow (russisch Василий Иванович Баженов; * 1. Märzjul. / 12. März 1737greg. oder 1738; † 2. Augustjul. / 13. August 1799greg. in Sankt Petersburg) war ein russischer Architekt.
Baschenow war Mitglied der Russischen Akademie der Wissenschaften. Sein Opus magnum war ein nicht verwirklichter Entwurf für den Großen Kremlpalast in Moskau. 

## Leben
Wassili Baschenow, der Sohn des Diakons einer der Kremlkirchen am Hofe, entdeckte schon als Kind seine natürliche Begabung für die Kunst, als er in der alten Hauptstadt viele Gebäude malte. Der Architekt Dmitri Wassiljewitsch Uchtomski hat Baschenow in seiner Schule aufgenommen. Auf seine Empfehlung trat Baschenow im April 1755 in das Gymnasium der Moskauer Universität ein, wo er in eine spezielle „Kunstklasse“ eingeschrieben wurde, die für die zukünftige Kunstakademie bestimmt war. Unter den besten Schülern wurde Baschenow 1756 auf Initiative von Iwan Iwanowitsch Schuwalow in das Akademische Gymnasium in St. Petersburg versetzt, und nach der Eröffnung der Kunstakademie im Januar 1758 wurde er ihr Student. In der Akademie wurde seine Fähigkeit zur Architektur in einem solchen Ausmaß offenbart, dass der Architekturlehrer Sawwa Iwanowitsch Tschewakinski das junge Talent zu seinem Assistenten beim Bau der Nikolaus-Marine-Kathedrale machte.
Im September 1760 wurde Baschenow für die Entwicklung des Talents nach Paris geschickt. Als Schüler von Professor Charles de Wailly begann Baschenow Modelle von architektonischen Teilen aus Holz und Kork herzustellen und führte mehrere Modelle berühmter Gebäude auf. In Paris hat er, unter Beachtung der strengen Proportionalität der Teile, das Modell des Louvre gemacht und in Rom hat er das Modell des Petersdoms gefertigt. Er studierte auch Gravur.

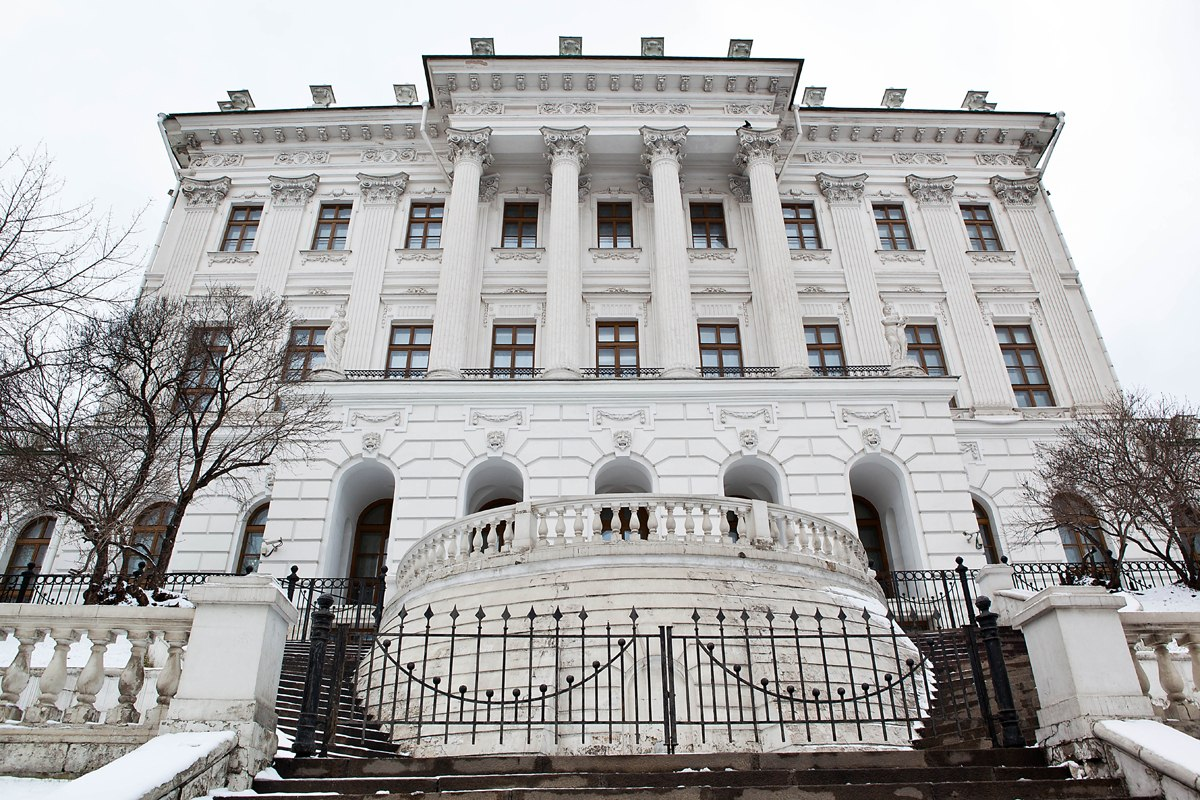
Paschkow-Haus

Nach seiner Rückkehr nach Russland, in Moskau, nahm Baschenow an der Veröffentlichung der Arbeit von Vitruv teil. Baschenow war einer der besten Baupraktiker seiner Zeit und unterschied sich sowohl in der Kunst der Planung als auch in der Feinheit der Form der entworfenen Gebäude. Er war einer der Leiter des sogenannten französischen Stils in der russischen Architektur, deren markantes Denkmal das Paschkow-Haus ist.
Im Sommer 1775 machte Baschenow den ersten Entwurf des Zarizyno-Parks, der Katherinas Vorliebe für den „Bauernstil“ aufnahm und zahlreiche neugotische Hütten im Landhausstil enthielt, die über eine „natürliche“ Landschaft verstreut lagen. Im zweiten Plan, den Katharina im Frühjahr 1776 genehmigte, gibt es einen Hauptpalast, der aus zwei gleichen Gebäuden bestand, die ein Gewächshaus verband, ein Flügel für Katharina, ein anderer für ihren Erben Paul. Katharina setzte ein Farbschema in Rot (Ziegelwände), Weiß (Ornamente) und Gelb (glasierte Dachziegel) durch. Dachziegel hielten in russischen Wintern nicht lange und wurden bald durch Eisenblech ersetzt.

## Werke

Gebäude Baschenows im Zarizyno-Park
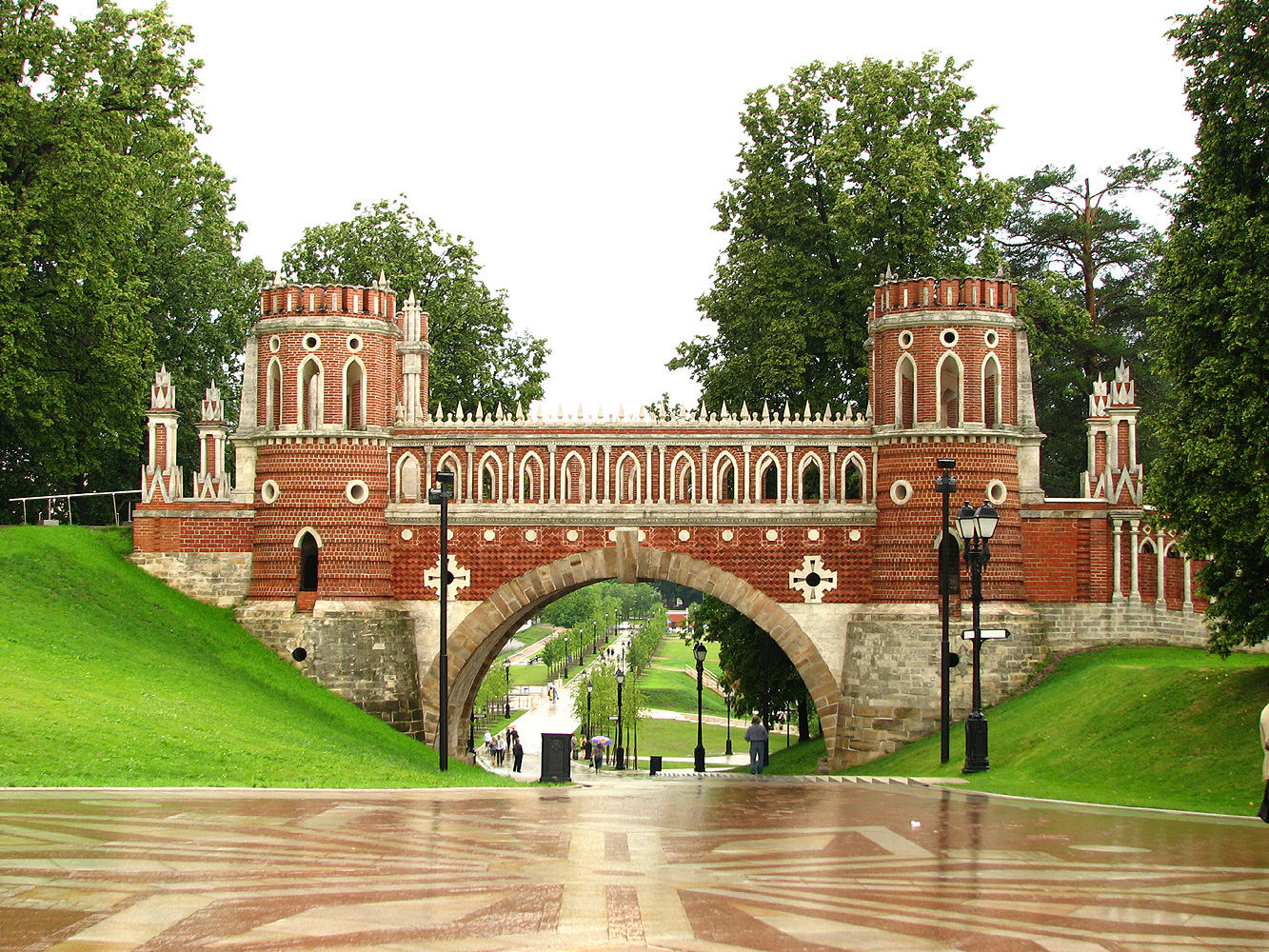
Brücke
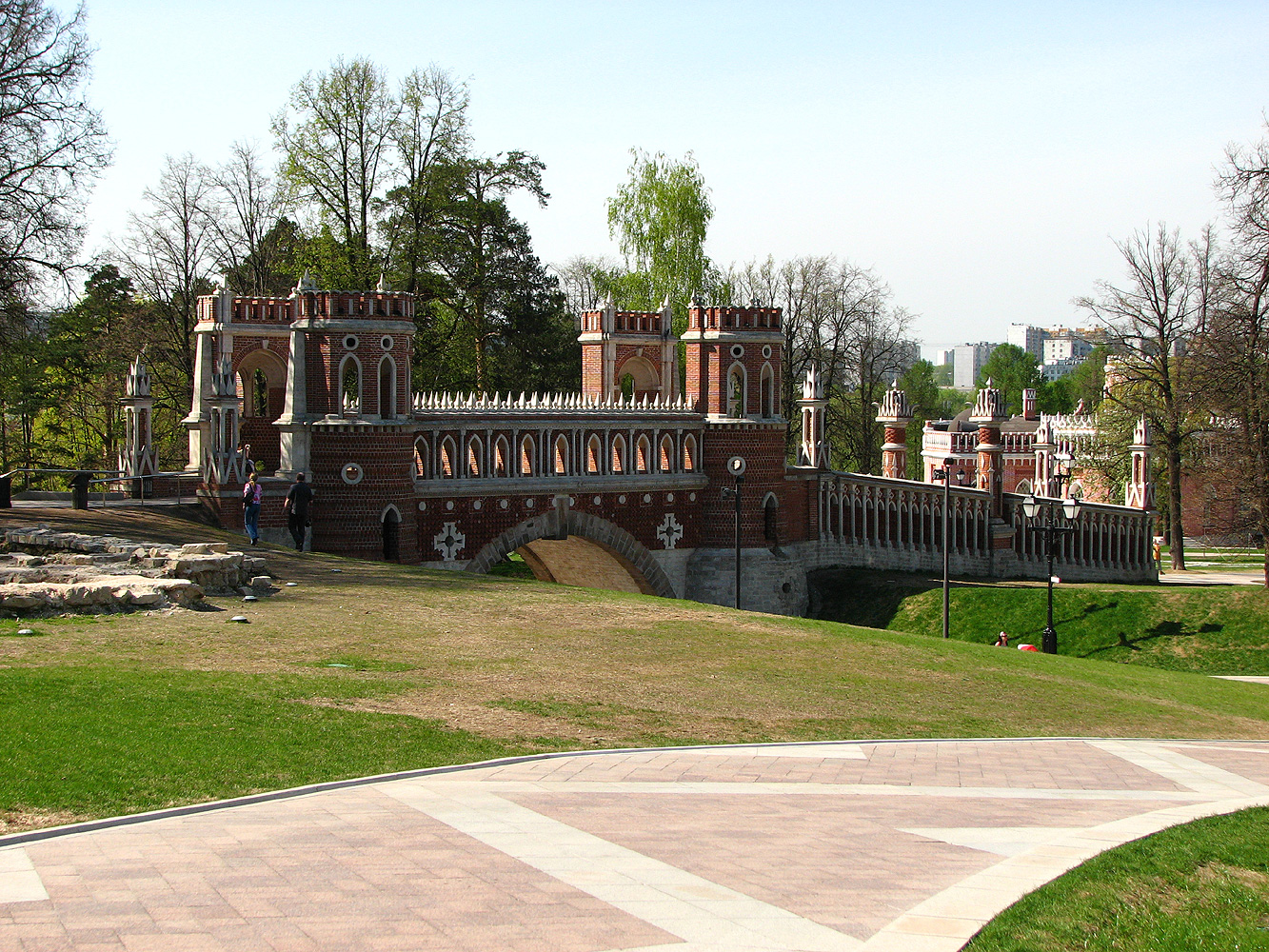
Weg zur Brücke
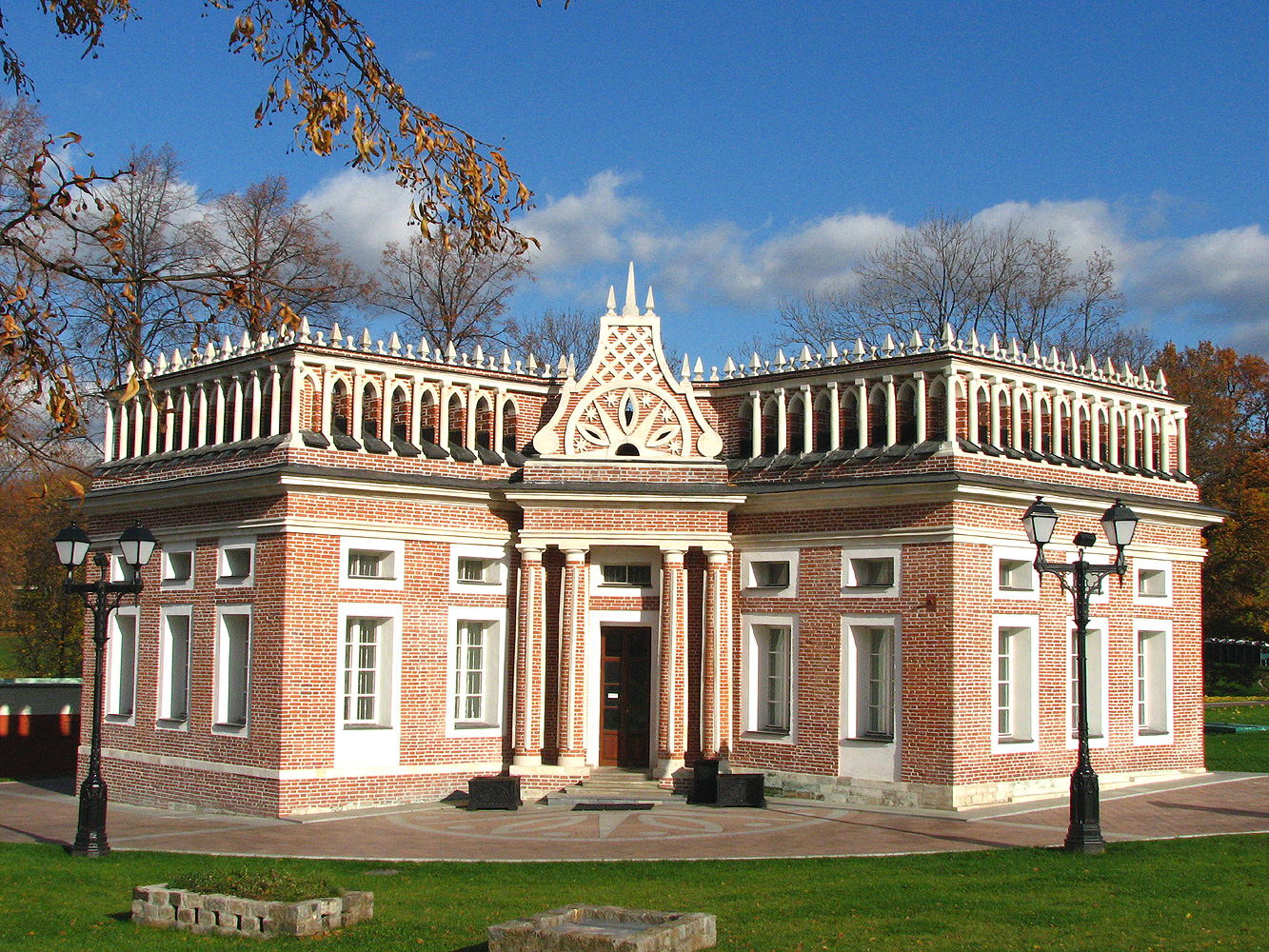
1. Kavalleriekorps
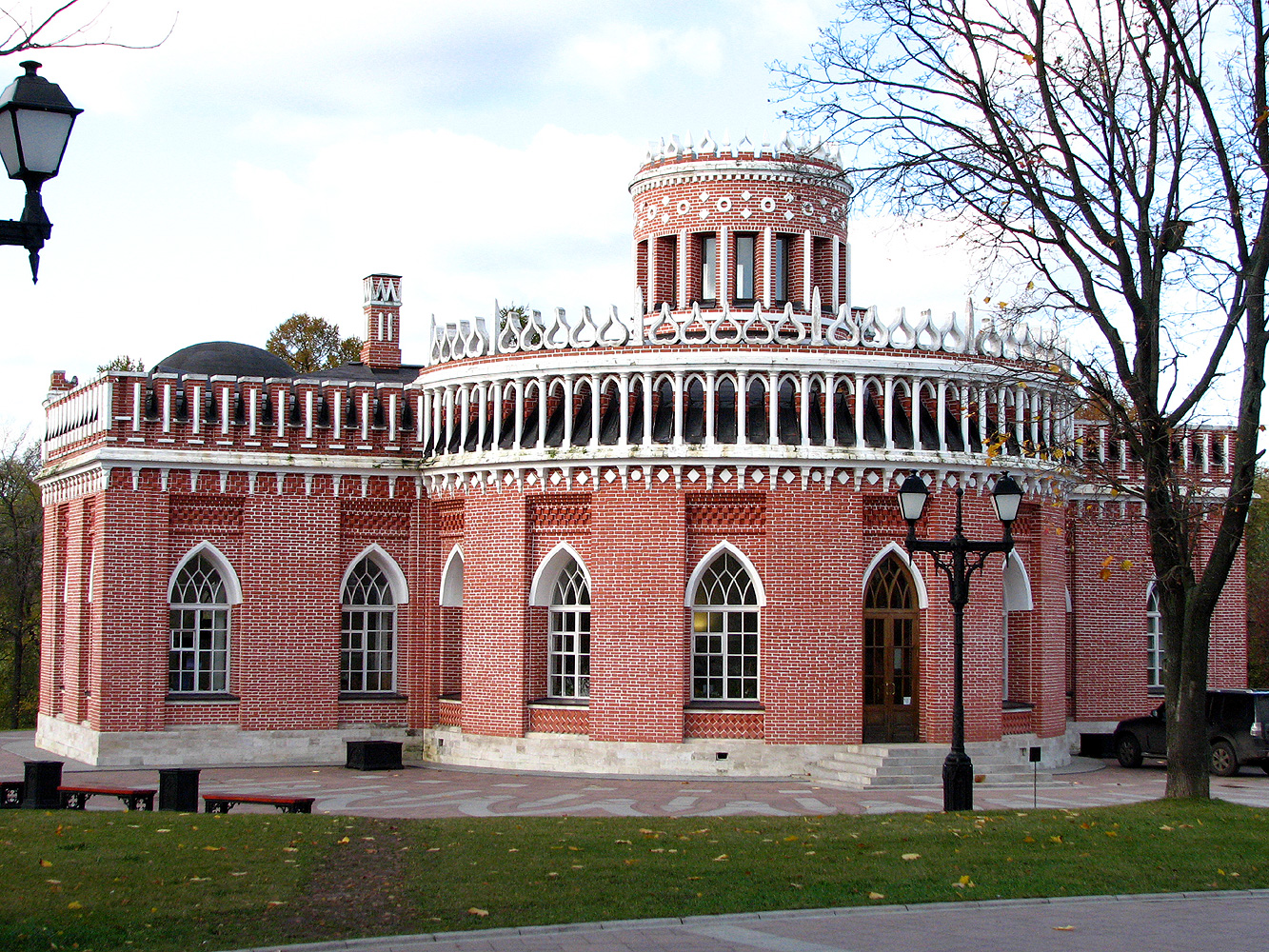
3. Kavalleriekorps
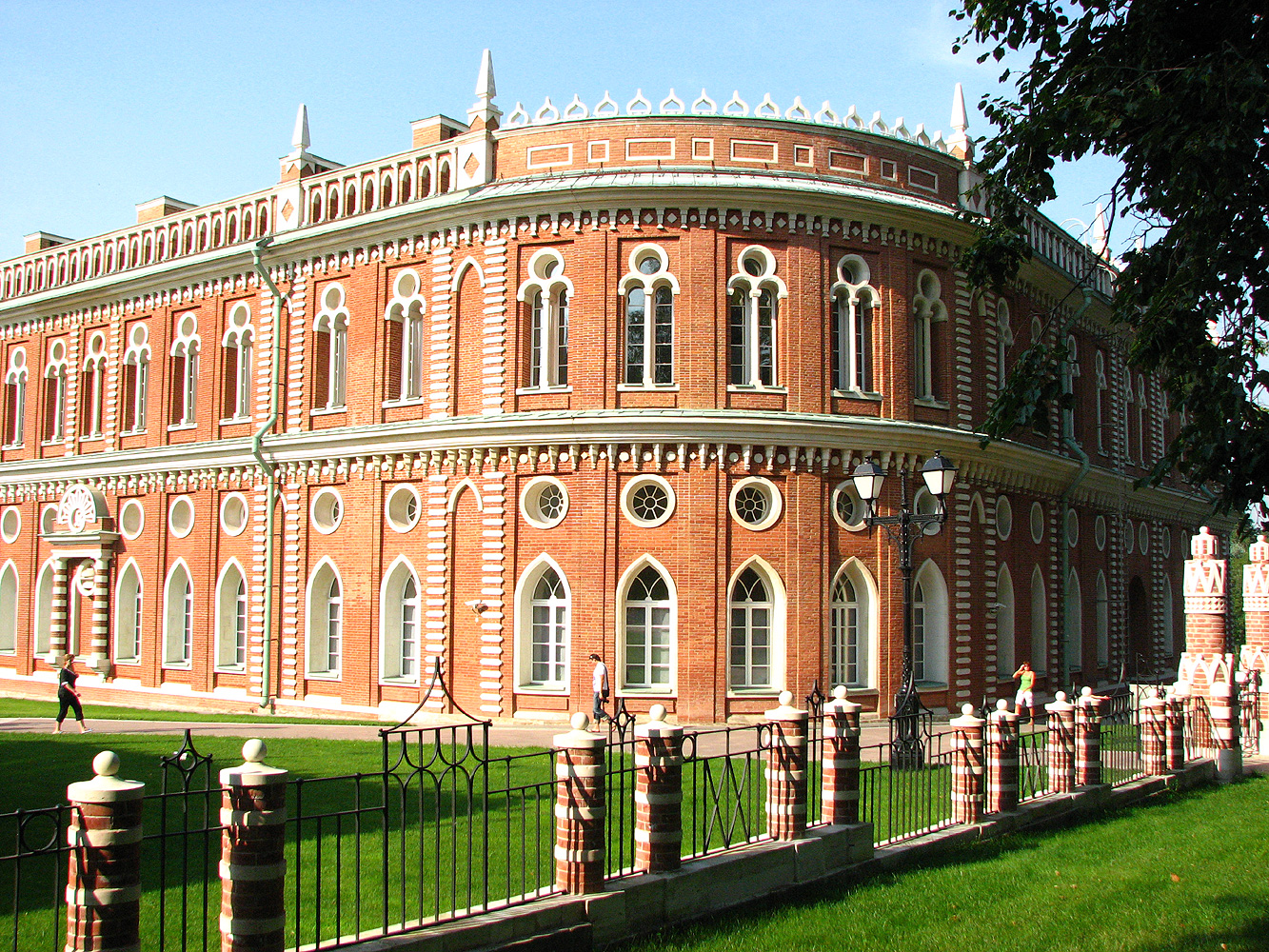
Brothaus
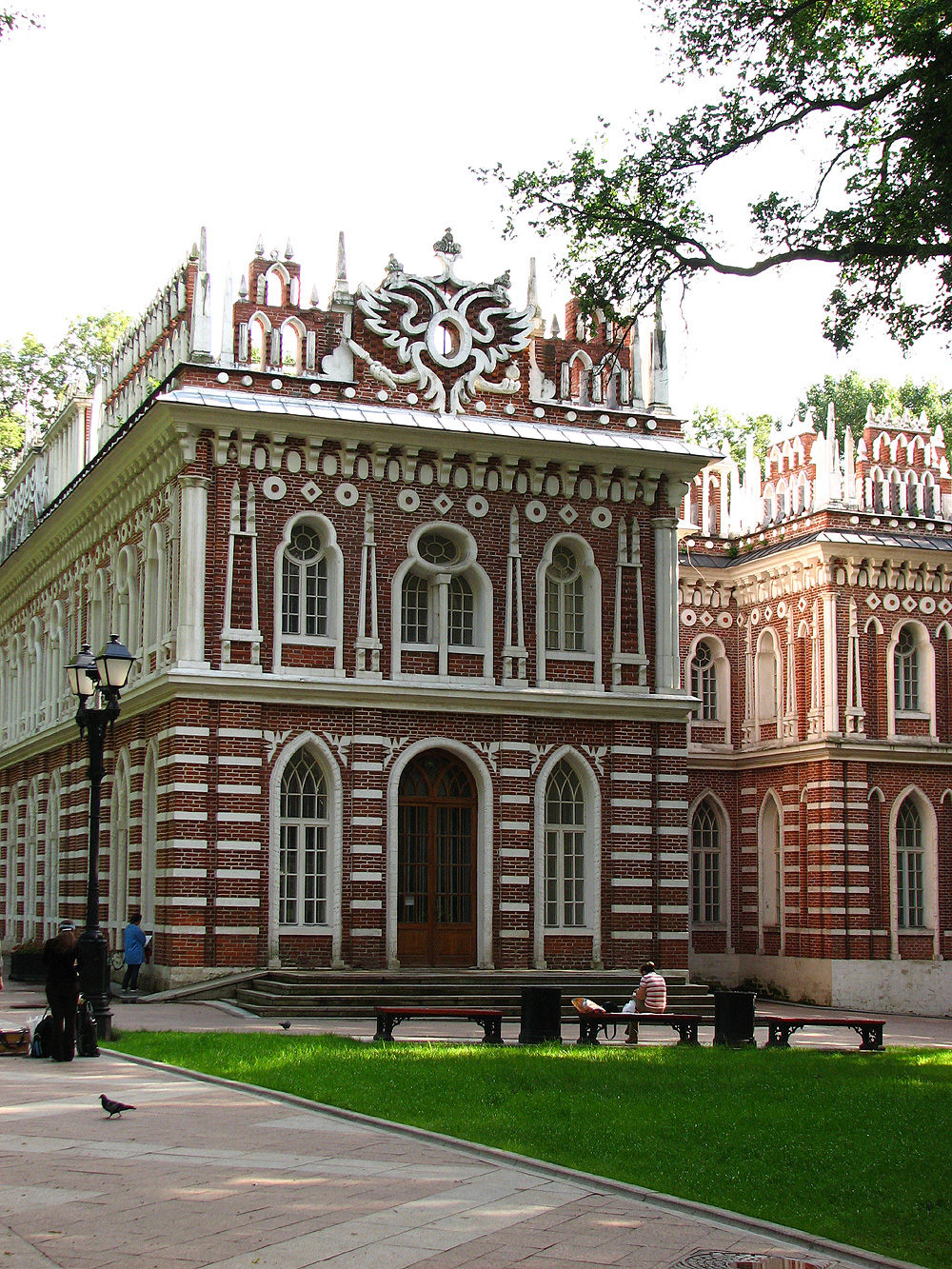
Opernhaus
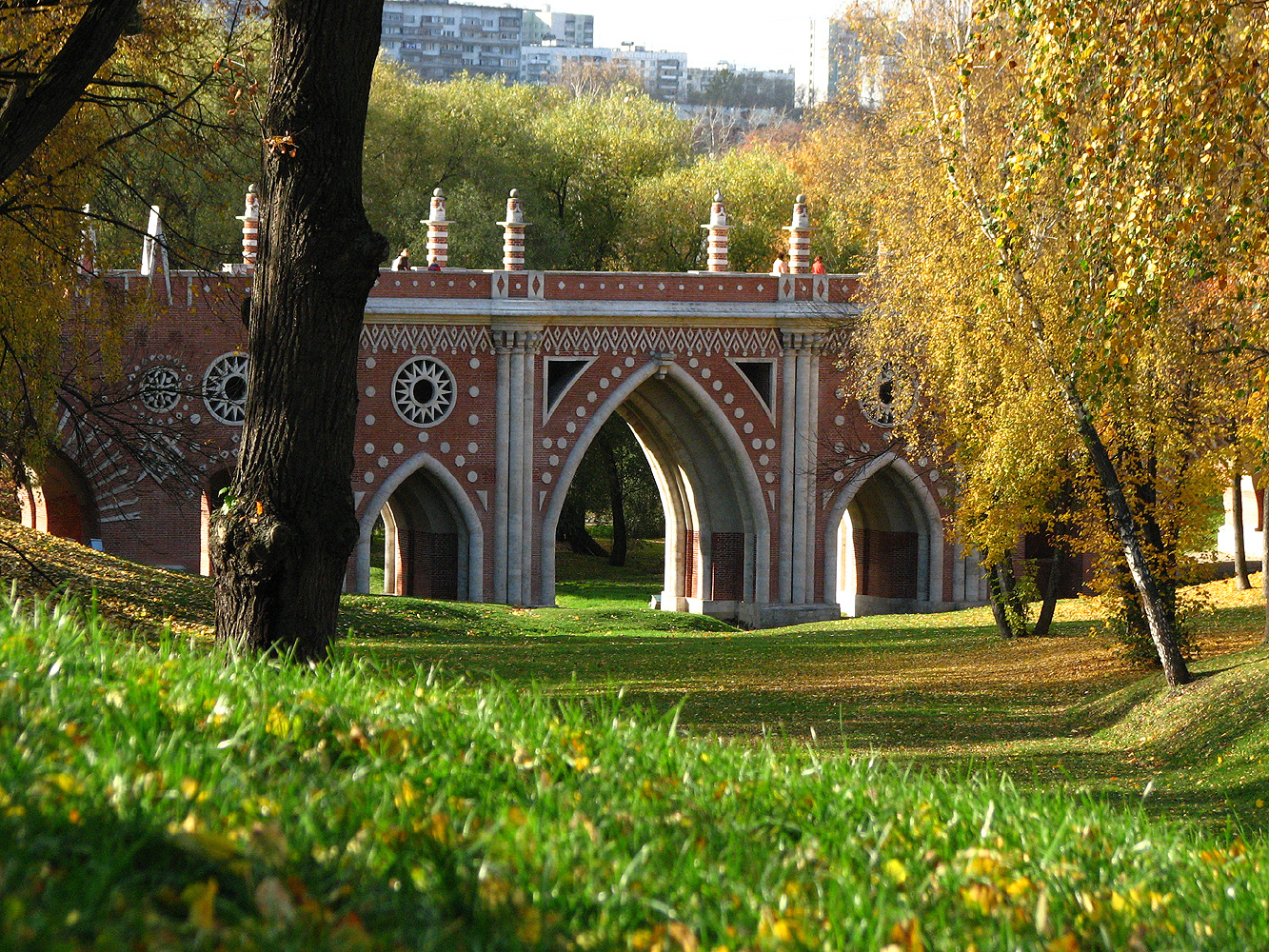
Große Brücke
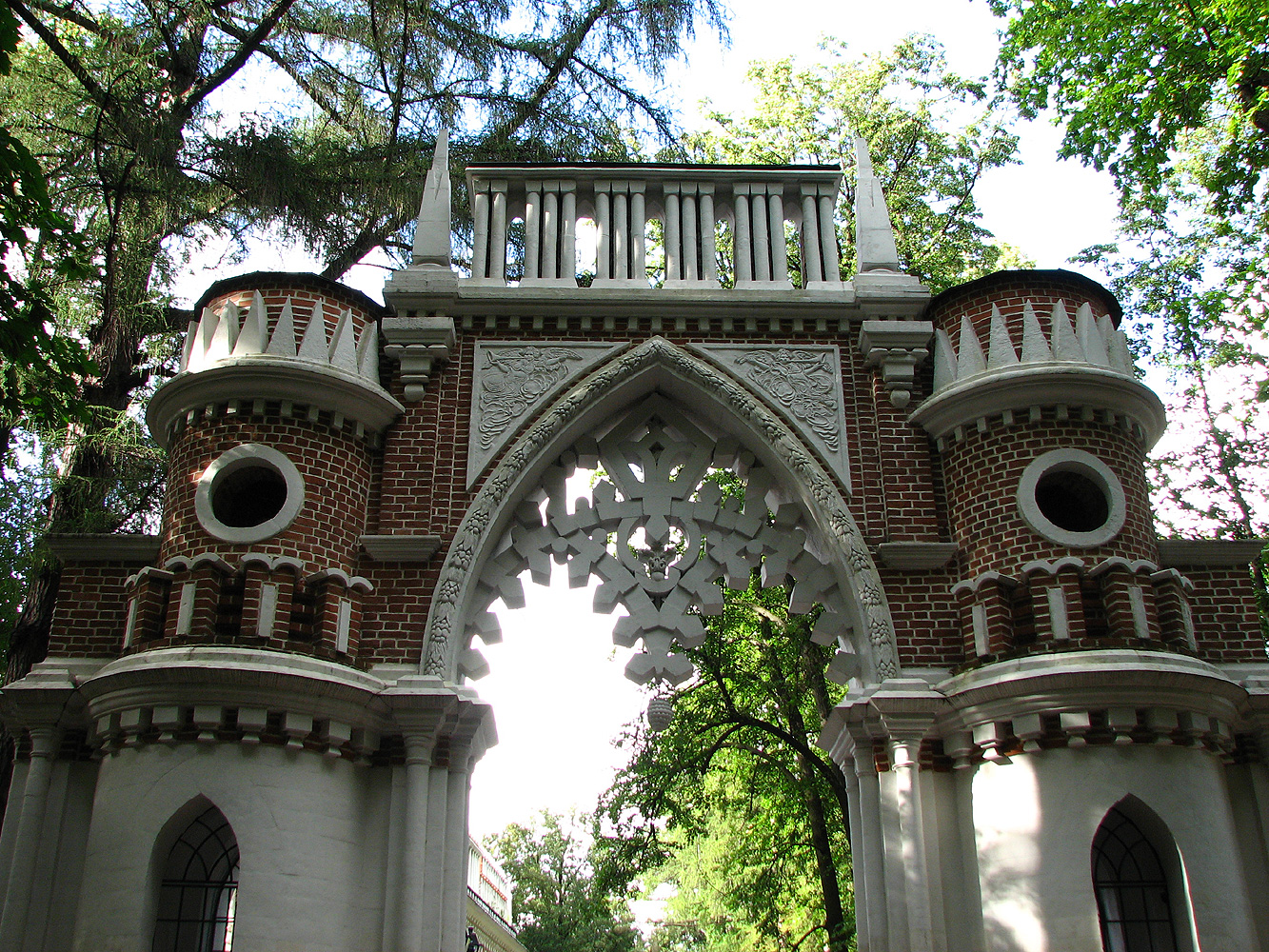
Traube in gewölbten Toren